# Паранефрит
Паранефри́т (paranephritis; греч. παρα — около + греч. νεφρός — почка + лат. -itis — воспаление) — гнойное воспаление околопочечной жировой клетчатки. Впервые описан в 1839 г. Райе (P. F. О. Rayer).

## Причины возникновения
Возбудителем паранефрита является стафилококк, реже — стрептококк, кишечная палочка, пневмококк, гонококк, туберкулёзная палочка и др.
Выделяют две формы паранефрита:
- первичную — возникает при отсутствии почечного заболевания. Инфекция проникает гематогенным путем от гнойного очага любой локализации.
- вторичную — является осложнением гнойного воспалительного процесса в почке (карбункул почки, пионефроз, апостематозный нефрит, гнойный перинефрит), инфекция распространяется на паранефральную клетчатку. Может являться следствием распространения инфекции по лимфатическим анастомозам[1].

## Классификация по локализации
Выделяют передний, задний, нижний, верхний и тотальный паранефрит. Чаще выделяется односторонний паранефрит. 

## По характеру
Острый и хронический. Острый паранефрит проходит в начале фазу экссудативного воспаления, которое может подвергнуться обратному развитию или перейти в гнойную стадию. В случае распространения гнойного процесса может произойти расплавление межфасциальных перегородок. 

## Симптомы
Симптомы паранефрита напоминают приступ почечной колики. 
Больной испытывает общую слабость, потеря аппетита, метеоризм, запор. Через 3—4 дня появляется субфебрильная температура. Состояние больного тяжелое, нарастает интоксикация. Присутствует боль в поясничной и подреберной областях при глубоком вдохе, возможно искривление позвоночника в здоровую сторону, повышение температуры до 39 °С и выше, ознобы, боли в соответственной стороне живота, наблюдаются ригидность поясничных мышц, выбухание (инфильтрат) в поясничной области. Возможно возникновение псоас-симптома: больной с трудом может разогнуть ногу с пораженной стороны из-за резкой боли, старается держать ее согнутой в колене и приведенной к животу. 
Острый паранефрит сопровождается высоким лейкоцитозом со значительным нейтрофилезом, повышенной СОЭ; хронический проявляется болью в пояснице, признаками вторичного радикулита, умеренно выраженной лихорадкой.

## Осложнения
Вскрытие гнойника в брюшную полость, полость плевры, кишку.

## Диагностика
В диагностических целях используют рентгенологическое исследование, КТ, МРТ, УЗИ, иногда необходима пункция инфильтрата.

## Лечение
Назначаются  антибиотики (часто широкого спектра действия), при необходимости производят оперативное вмешательство (вскрытие гнойника) с последующим дренированием меж-мышечный доступ.